# إندا والش
إندا والش (بالإنجليزية: Enda Walsh) (و. 1967  م) هو ممثل، وكاتب سيناريو، وكاتب مسرحي، وكاتب أيرلندي، ولد في دبلن.

## وصلات خارجية
- إندا والش على موقع IMDb (الإنجليزية)
- إندا والش على موقع قاعدة بيانات الأفلام العربية
- إندا والش على موقع ألو سيني (الفرنسية)
- إندا والش على موقع أول موفي (الإنجليزية)
- إندا والش على موقع قاعدة بيانات برودواي على الإنترنت (الإنجليزية)
- إندا والش على موقع قاعدة بيانات الأفلام السويدية (السويدية)
- إندا والش على موقع قاعدة بيانات الفيلم (الإنجليزية)
- إندا والش على موقع كينوبويسك (الروسية)